# 大学美式橄榄球比赛
大学美式橄榄球比赛（College football）是指美國大学的美式足球或加拿大大學的加拿大式足球校际比赛。

## 简介
與北美大多數其他運動不同，美式或加式足球中不存在官方的小联盟联赛系统，因而大学橄榄球比赛通常被视作职业联赛的次级联赛，比高中聯賽高一级。在美国的一些地區，特别是南部和中西部，大學橄欖球比職業橄欖球更受歡迎，並且在20世紀的大部分時間裡，大學橄欖球被視為比職業橄欖球更有聲望。
NCAA的大学橄榄球员没有薪水，而是获得以学费、住宿费、书本费补偿为形式的运动奖学金。球员在大学橄榄球比赛中的表现直接影响其参加职业比赛的机会。最好的大學球員通常會在經過三到四年的大學比賽后，宣布參加職業選秀，NFL每年春天都會舉行一年一度的NFL選秀，每年有 256 名球員被選中。落选球员仍然可以嘗試以未選秀的自由球員的身份進入NFL球队。

## 历史

### 起源
首场校际比赛始于1869年11月6日，由罗格斯大学对阵普林斯顿大学（当时为新泽西学院），在罗格斯大学的球场上进行。比赛规则参考了当时的协会足球规则，不允许掷球或手持球，但球员之间有很多身体接触，每队25人，使用圆球形足球。1873年，来自耶鲁大学、哥伦比亚大学、普林斯顿大学和罗格斯大学的代表在纽约市举行会议，制定了第一套校际足球规则，其规则更类似协会足球，而非英式橄榄球。哈佛大学拒绝参加新规则下的比赛，于是与蒙特利尔的麦吉尔大学进行比赛，比赛规则允许球员捡起球并跑动，并且引入英式橄榄球的达阵（Try）机制，该机制最终演变为美式橄榄球中的达阵（Touchdown）。1876年，来自哈佛、耶鲁、普林斯顿和哥伦比亚大学的代表举行会议，根据哈佛-麦吉尔比赛制定了新的新规则，最终哈佛、哥伦比亚和普林斯顿成立了校际橄榄球协会。
1878年，被后世誉为“美式橄榄球之父”的沃尔特·坎普在会议上提出修改规则，将每队人数从15人减少到11人，该动议于1880年通过，1880年还制定了攻防線规则，用以分隔进攻方与防守方。1882年的规则会议上，坎普提出一个球队需要在三次进攻中推进至少五码，此推进规则和攻防線规则一起，使得美式橄榄球开始独立于英式橄榄球。1883年，坎普又数次修改了比赛计分规则，规定达阵得分4分，达阵后踢球2分，安全分得分2分，任意球得分5分。

### NCAA的建立
在19世纪的最后20年，大学橄榄球在美国各地得到了极大的发展。1879年，密西根大学成为宾夕法尼亚州以西首个建立大学橄榄球校队的大学。1880年，在梅森-迪克森線以南举行了首场有记录的大学橄榄球比赛。1888年，太平洋沿岸的南加州大学首次组建了校队。
伴随着大学橄榄球流行的是越来越多的球场暴力事件，1890年至1905年间，有330名大学运动员因在足球场上受伤而直接死亡。像飞楔阵型的使用，大量进攻队员组成一个整体冲撞向防守方，经常导致严重的受伤，甚至死亡。:201905年10月，总统西奥多·罗斯福召集了哈佛、耶鲁、普林斯顿的橄榄球代表开会，要求消除和减少伤害。同年12月，进行了一场试验性质的大学橄榄球比赛，引入了向前传球和十码推进的规则，以使得比赛更加安全，比赛以0-0的平局告终。比赛后三天，62所学校的代表在纽约开会讨论修改规则以使比赛更安全，最终于1906年成立了美国校际体育协会（IAAUS），该协会作为大学橄榄球最初的规则制定机构，此外还赞助其他运动项目的锦标赛。美国校际体育协会（IAAUS）于1910年更名为國家大學體育協會（NCAA）。协会的规则委员会将向前传球加入规则，同时禁止了如飞楔阵型一类的导致大动量冲撞的危险战术。:18

### 进一步发展
1907年，在伊利诺伊大学厄巴纳-香槟分校的比赛中首次出现了中场表演。1911年，堪萨斯大学和密苏里大学之间进行了首场返校節比赛。1922年，普林斯顿和芝加哥大学之间的比赛被首次全国广播。
1930年代，建立了四大新碗赛：砂糖碗、太阳碗、橘子碗和棉花碗，它们与早期的玫瑰碗一起，承担了全国冠军赛的角色。1935年，首次向赛季表现最杰出的球员颁发海斯曼奖。

### 现代大学橄榄球
1958年，國家美式橄欖球聯盟（NFL）冠军赛在全美取得了巨大成功。大学橄榄球在全美的流行度开始逊于NFL，但依然有大量球迷。随着电视转播比赛的普及，1952年，NCAA取得了其成员比赛的所有电视转播权。1984年，数所学校依据《休曼反垄断法案》对NCAA发起诉讼，最高法院裁定NCAA败诉，自此各大学可以自行交易校队的电视转播权。
1998年，建立了冠军盃系列赛系统，用以决定全国冠军。2014年改为季后赛系统。

## 规则

### 计分规则变更
| 年代                                           | 達陣 | 任意球 | 加踢 | 转换 | 安全分 | 转换后原攻方安全分 | 转换后原守方达阵 |
| ---------------------------------------------- | ---- | ------ | ---- | ---- | ------ | ------------------ | ---------------- |
| 1883年                                         | 2    | 5      | 4    | –    | 1      | –                  | –                |
| 1883年–1897年                                  | 4    | 5      | 2    | –    | 2      | –                  | –                |
| 1898年–1903年                                  | 5    | 5      | 1    | –    | 2      | –                  | –                |
| 1904年–1908年                                  | 5    | 4      | 1    | –    | 2      | –                  | –                |
| 1909年–1911年                                  | 5    | 3      | 1    | –    | 2      | –                  | –                |
| 1912年–1957年                                  | 6    | 3      | 1    | –    | 2      | –                  | –                |
| 1958年–1987年                                  | 6    | 3      | 1    | 2    | 2      | 1                  | –                |
| 1988年–至今                                    | 6    | 3      | 1    | 2    | 2      | 1                  | 2                |
| 19世纪末和20世纪初的一些球队使用自己的计分方法 |      |        |      |      |        |                    |                  |

### NCAA规则
NCAA大学橄榄球的规则和NFL略有区别，显著的不同有：
- NCAA球员接传球时，只需要单脚踩在界内，NFL需要双脚皆踩在界内。
- 达阵后加踢1分球时，NCAA的攻防线位于3码处，NFL则位于15码处。[21]
- NFL加时赛为15分钟，采用突然死亡法，当一队率先取得达阵后，比赛当即结束[22]。NCAA采用回合制，没有比赛计时，不采用突然死亡法，先赛的一队达阵后，另一队还可以继续比赛，直到球权结束，回合结束后若两队同分则继续下一回合。2021年，伊利诺伊大学厄巴纳-香槟分校和宾夕法尼亚州立大学曾进行了高达9个回合的加时才决出胜负。[23]